# Gaby Larrivée
Pour les articles homonymes, voir Larrivée.
Gaby Larrivée (né le 4 février 1933) est un homme d'affaires et homme politique fédéral et municipal du Québec.

## Biographie
Né à Québec, il entame sa carrière politique en servant comme maire de la municipalité de Saint-Charles-Borromée de 1983 à 1988 et conseiller de la municipalité régionale de comté (MRC) de Joliette de 1987 à 1988.
Élu député du Parti progressiste-conservateur du Canada dans la circonscription fédérale de Joliette en 1988, il remporte l'élection sur son plus proche rival, le libéral Denis Coderre. Il est défait par le bloquiste René Laurin en 1993.